# 勝俣翔貴
勝俣 翔貴（かつまた しょうき、1997年7月20日 - ）は、神奈川県足柄下郡箱根町出身の元プロ野球選手（内野手）。右投左打。

## 経歴

### プロ入り前

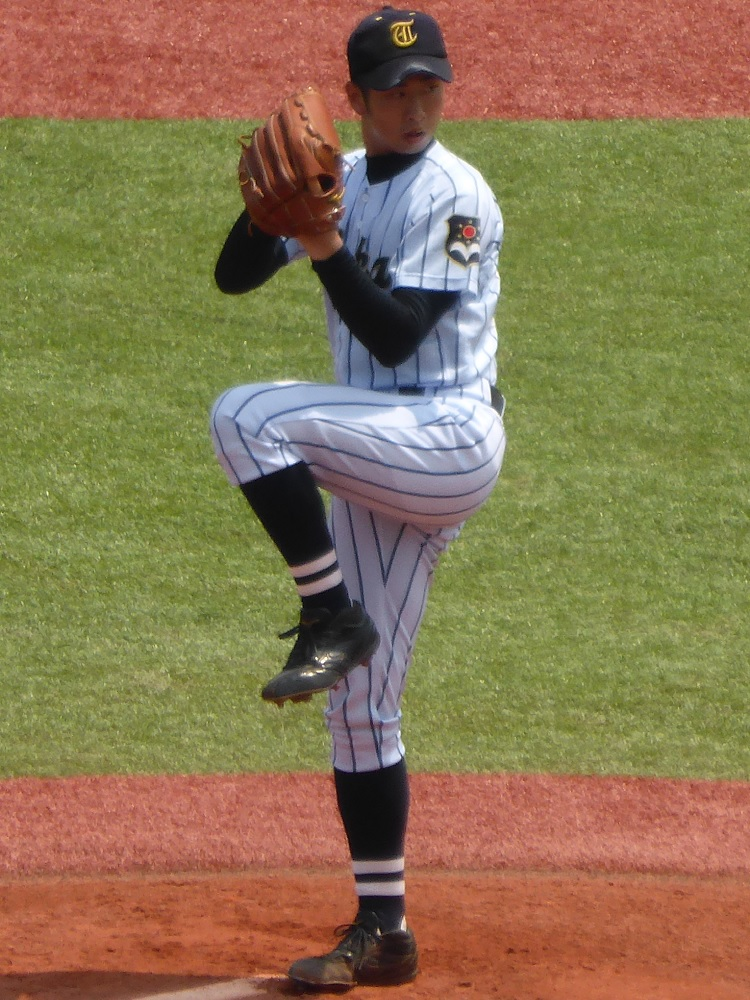
2015年7月26日 東海大菅生時代

中学時代は「小田原足柄リトルシニア」でプレー。
高校は東京都の東海大学菅生高等学校に進学。3年春に甲子園大会に出場した。当時は投手も兼任しており、二刀流の選手でもあった。その後の高校野球日本代表にも同世代の小笠原慎之介やオコエ瑠偉、2学年下の清宮幸太郎らとともに選出された。WBSC U-18ワールドカップでは首位打者と打点王に輝き、ドラフト候補にも名が上がったためプロ志望届を提出するが、2位以上での指名を志望していたことが原因か指名漏れをした。高校時代の監督は元中日ドラゴンズの投手の若林弘泰、1学年上には髙橋優貴がいた。
高校卒業後、千葉県大学野球連盟の国際武道大学に進学した。大学時代は1年春から内野手のレギュラーとして活躍。2年春には首位打者を獲得し、4年春にはリーグ通算100安打を達成する。2年春、3年春には大学選手権に出場し、2年連続の準優勝に貢献した。大学野球日本代表に選出されるなどの実績を残した。また4年時には主将も務めていた。大学通算118安打、8本塁打、ベストナイン6回。1学年上に伊藤将司、同学年に豊田寛がいる。
2019年10月のドラフト会議ではオリックス・バファローズから5位で指名を受け、契約金3000万円、年俸800万円で入団に合意した（金額は推定）。箱根町出身者では初めてのプロ野球選手となった。

### オリックス時代
2020年3月3日のオープン戦では、12球団の新人一番乗りとなるバックスクリーンへの本塁打を菅野智之から放つなどしたが、新型コロナウイルスの影響で120試合制となった上に開幕は6月にずれ込んだ。開幕を一軍で迎え、6月24日の千葉ロッテマリーンズ戦で代打で初出場し空振り三振。7月22日には試合前の守備練習中にボールが顔面に当たり、右目の眼窩底骨折で離脱した。1年目は8打席連続三振と一軍の全ての打席で三振をしシーズンを終えた。
2021年は、開幕から二軍暮らしが続く中、5月5日の練習中にボールが顔面に直撃し再び右目の眼窩底骨折との診断を受けた。チームが優勝争いをしている9月19日に一軍登録された。9月20日の埼玉西武ライオンズ戦の8回裏に代打でシーズン初出場し、高橋光成から二塁ゴロだったものの初めて打球が前に飛び、前年から続いていた連続打席三振は8で止まった。しかし、その後は一軍出場がなく、11月3日に戦力外通告を受けた。球団からは育成契約を打診されたが、他球団で現役続行することを選択し、退団することが決定した。

### 巨人時代
2021年12月15日、読売ジャイアンツと育成契約を結んだ。背番号は005、推定年俸は750万円となった。
2022年は、7月28日までに三軍戦で24試合に出場し、打率.241、2本塁打を記録。イースタン・リーグでは5試合の出場で、13打席無安打であったが、チーム内で新型コロナウイルス感染者が急増し、野手の層が手薄になったことから、7月28日に支配下登録されることが発表された。背番号は92。しかし、一軍に呼ばれることなくシーズンを終え、最終的な二軍成績は12試合の出場で、打率.088、1本塁打、三軍成績は55試合の出場で、打率.274、4本塁打だった。
10月7日に、来季（2023シーズン）の契約を結ばないことが球団より発表され、前球団と合わせて2年連続の戦力外通告を受けることとなった。11月8日に行われた12球団合同トライアウトに参加した。

### 巨人退団後
巨人を戦力外となった後、2023年からは社会人野球、日本製鉄かずさマジックでプレー（所属は高田工業所）
。

## 選手としての特徴
高校時代は投手も兼任しており、当時のストレートの最速は144km/hを記録していた。50メートル走は6.4秒を記録。広角へ強い打撃ができることがセールスポイント。

## 詳細情報

### 年度別打撃成績
| 年 度     | 球 団      | 試 合 | 打 席 | 打 数 | 得 点 | 安 打 | 二 塁 打 | 三 塁 打 | 本 塁 打 | 塁 打 | 打 点 | 盗 塁 | 盗 塁 死 | 犠 打 | 犠 飛 | 四 球 | 敬 遠 | 死 球 | 三 振 | 併 殺 打 | 打 率 | 出 塁 率 | 長 打 率 | O P S |
| --------- | ---------- | ----- | ----- | ----- | ----- | ----- | -------- | -------- | -------- | ----- | ----- | ----- | -------- | ----- | ----- | ----- | ----- | ----- | ----- | -------- | ----- | -------- | -------- | ----- |
| 2020      | オリックス | 5     | 8     | 8     | 0     | 0     | 0        | 0        | 0        | 0     | 0     | 0     | 0        | 0     | 0     | 0     | 0     | 0     | 8     | 0        | .000  | .000     | .000     | .000  |
| 2021      | オリックス | 1     | 1     | 1     | 0     | 0     | 0        | 0        | 0        | 0     | 0     | 0     | 0        | 0     | 0     | 0     | 0     | 0     | 0     | 0        | .000  | .000     | .000     | .000  |
| 通算：2年 | 通算：2年  | 6     | 9     | 9     | 0     | 0     | 0        | 0        | 0        | 0     | 0     | 0     | 0        | 0     | 0     | 0     | 0     | 0     | 8     | 0        | .000  | .000     | .000     | .000  |

- 2021年度シーズン終了時

### 年度別守備成績
| 年 度 | 球 団      | 三塁  | 三塁  | 三塁  | 三塁  | 三塁  | 三塁     |
| 年 度 | 球 団      | 試 合 | 刺 殺 | 補 殺 | 失 策 | 併 殺 | 守 備 率 |
| ----- | ---------- | ----- | ----- | ----- | ----- | ----- | -------- |
| 2020  | オリックス | 3     | 1     | 1     | 0     | 0     | 1.000    |
| 通算  | 通算       | 3     | 1     | 1     | 0     | 0     | 1.000    |

- 2021年度シーズン終了時

### 表彰
アマチュア時代
- 第27回WBSC U‐18ワールドカップ首位打者
- 第27回WBSC U‐18ワールドカップ最多打点
- 第27回WBSC U‐18ワールドカップオールスターチーム（外野手）

### 記録
初記録
- 初出場・初打席：2020年6月24日、対千葉ロッテマリーンズ2回戦（ZOZOマリンスタジアム）、9回表に大城滉二の代打で出場、益田直也から空振り三振
- 初先発出場：2020年6月25日、対千葉ロッテマリーンズ3回戦（ZOZOマリンスタジアム）、6番・三塁手として先発出場

その他の記録
- プロ初打席から8打席連続三振 ※史上初

### 背番号
- 0（2020年 - 2021年）
- 005（2022年 - 同年7月27日）
- 92（2022年7月28日 - 同年終了）

### 登場曲
- 『彼こそが海賊』クラウス・バデルト（2020年）
- 『Theme from Jurassic Park』Niyari（2021年）
- 『おジャ魔女カーニバル!!』MAHO堂（2021年）

### 代表歴
- 2015年 WBSC U-18ワールドカップ 日本代表
- 2018年 ハーレムベースボールウィーク 大学野球日本代表
- 2018年 第42回日米大学野球選手権大会 大学野球日本代表